# Militärische Küstensicherung
Militärische Küstensicherung oder Küstenverteidigung hat die Aufgabe, die Seegrenze eines Landes gegen feindliche Unternehmungen von See aus zu sichern.

## Bauwerke
Vor dem Ersten Weltkrieg baute man reine Küstenbefestigungen, die ausschließlich gegen feindliche Kriegsschiffe wirkten und zur Landseite nicht oder nur geringfügig befestigt waren. Sie sollten feindlichen Schiffen die Benutzung von Häfen, Reeden, das Einlaufen in Flussmündungen, Meerengen usw. verwehren; da sie nur eine Beschießung von Schiffen, keine Belagerung zu erwarten hatten, wurden sie teilweise als offene Erdwerke, Strand- oder Küstenbatterien erbaut. Es gab allerdings auch komplette Verteidigungswerke wie das Fort Kugelbake in Cuxhaven, die Festung Fjell oder das Fort Boyard. Auch die Forts an der amerikanischen Ostküste und im Golf von Mexiko (Fort Massachusetts) waren lediglich zur Bekämpfung von Seezielen eingerichtet und gegen Landangriffe nur schlecht zu verteidigen gewesen. Im Zweiten Weltkrieg wurde durch die deutschen Besatzer mit dem Bau des Atlantikwalls die größte Küstensicherungsanlage der Welt errichtet. 